# Вакага
Вакага̀ (на френски: Vakaga) е една от 14-те административни префектури на Централноафриканската република. Разположена е в северната част на страната и граничи с Чад и Судан. Площта на префектурата е 46 500 км², а населението е около 37 000 души (2003). Гъстотата на населението във Вакага е под 1 човек/км², поради пленяването на по-голямата част от населението на префектурата от търговци на роби през втората половина на 19 век. Столица на префектурата е град Бирао.